# Хелена-Западна Хелена
Хелена-Западна Хелена (на английски: Helena–West Helena) е град в южната част на Съединените американски щати, административен център на окръг Филипс в щата Арканзас. Населението му е около 12 300 души (2010).
Разположен е на 55 метра надморска височина в Мисисипската низина, на десния бряг на река Мисисипи и на 85 километра югозападно от Мемфис. Градът е образуван през 2006 година със сливането на Западна Хелена и основаната през 1833 година Хелена. Градът преживява своя разцвет в средата на XX век, когато е център на блус музиката и седалище на завод за автомобилни гуми, а днес градът е сред най-бедните в страната, като 66% от жителите му са афроамериканци.

## Известни личности
Починали в Хелена-Западна Хелена
- Сони Бой Уилямсън II (1899 – 1965), музикант